# Phengaris matsumurai
Phengaris matsumurai är en fjärilsart som beskrevs av Jinhaku Sonan 1928. Phengaris matsumurai ingår i släktet Phengaris och familjen juvelvingar. Inga underarter finns listade i Catalogue of Life.